# Steef de Bot
 (février 2019).
Si vous disposez d'ouvrages ou d'articles de référence ou si vous connaissez des sites web de qualité traitant du thème abordé ici, merci de compléter l'article en donnant les références utiles à sa vérifiabilité et en les liant à la section « Notes et références ».
Pour les articles homonymes, voir Bot.
Steef de Bot, né le 18 janvier 1991 à Amsterdam,,, est un acteur, réalisateur, producteur et scénariste néerlandais.

## Filmographie

### Acteur

#### Cinéma et téléfilms
- 2013 : Max En Billy's Drill Machine Girl : Max
- 2014 : Jacob : Haiko
- 2014 : Panopticum (nl) : Sam
- 2015 : Moordvrouw : Danny Smit
- 2015 : Noord Zuid (nl) : Gerben
- 2015 : Afstand : Floris
- 2016 : Flikken Rotterdam (nl) : Stef Bierman
- 2016-2017 : Riphagen : Arie
- 2016 : Als het zo is : Freek
- 2017 : B.A.B.S. (nl) : Le vendeur en magasin de vêtements
- 2017 : Brussel : Pjortr Brinski
- 2017 : Toon : Mike
- 2017 : Charlie en Hannah gaan uit : Vincent
- 2017 : Papadag (nl) : Mike, le gestionnaire
- 2018 : Le Banquier de la Résistance : Jonas van Berkel
- 2018 : Zuidas (nl) : Tom
- 2019 : Women of the Night (Keizersvrouwen) : Jeroen

### Réalisateur, producteur, et scénariste
- 2015 : Als ik straks weg ga
- 2016 : Als het zo is